# Бумакольський сільський округ
Бумако́льський сільський округ (каз. Бумакөл ауылдық округі, рос. Бумакольский сельский округ) — адміністративна одиниця у складі Бурлінського району Західноказахстанської області Казахстану. Адміністративний центр — село Бумаколь.
Населення — 974 особи (2021; 1158 у 2009, 1347 у 1999, 1406 у 1989).
Станом на 1989 рік існувала Бумакольська сільська рада (села Бумаколь, Облавка, Утвінка).

## Склад
До складу округу входять такі населені пункти:
| Населений пункт | Старі назви | Населення, осіб (1989) | Населення, осіб (1999) | Населення, осіб (2009) | Населення, осіб (2021) |
| --------------- | ----------- | ---------------------- | ---------------------- | ---------------------- | ---------------------- |
| Бумаколь, село  | -           | 743                    | 773                    | 714                    | 619                    |
| Облавка, село   | Облавське   | 368                    | 315                    | 287                    | 276                    |
| Утвінка, село   | Утвінський  | 295                    | 259                    | 157                    | 79                     |